# Berta di Svevia
Berta di Svevia, o d'Alemannia (907 circa – dopo l'8 aprile 962), fu regina consorte d'Italia dal 922 al 926 (dal 926 al 933 fu solo regina titolare), regina di Borgogna Transgiurana dal 922 al 933 come moglie di Rodolfo II, e di nuovo regina consorte d'Italia dal 937 al 947 come moglie di Ugo di Provenza.

## Origine
Unica figlia femmina, secondo il cronista Liutprando, del duca di Svevia, Burcardo II, e di sua moglie Regelinda, figlia del conte di Zurigo, Eberardo II.

## Biografia
Nel 922, sia per gli Annales Sangallenses maiores che secondo Liutprando da Cremona, Berta andò in sposa al re di Borgogna Transgiurana Rodolfo II di Borgogna (circa 888-937), figlio del conte e poi re di Borgogna Transgiurana, Rodolfo I (come confermato dall'Herimanni Augiensis Chronicon) e della moglie, Willa di Provenza (873-929, figlia del re di Provenza Bosone (che fosse la figlia di Bosone è confermato da due documenti dei Recueil des chartes de l'abbaye de Cluny, tomus I, n* 633 e 631 entrambi del 943, in cui il re di Arles, Corrado I, cita il nipote di Willa, Carlo Costantino, definendolo parente) e della sua prima moglie di cui non si conoscono né generalità né ascendenti (l'esistenza di questa moglie è confermata dagli Annales Fuldenses, che affermano che il conte di Provenza, Bosone, avvelenò la (prima) moglie e non (come erroneamente da alcuni viene sostenuto) di Ermengarda d'Italia, figlia dell'imperatore Luigi il Giovane e di Engelberga d'Alsazia.
Rodolfo era stato sconfitto da suo padre tre anni prima a Winterthur, quindi si trattava di un matrimonio politico volto a riconciliare i due avversari. Secondo Liutprando ed il cronista Flodoardo, Rodolfo tradì Berta con un'altra donna, molto probabilmente Ermengarda, marchesa d'Ivrea, tuttavia non si ha notizia di alcun ripudio.
Subito dopo il matrimonio (gennaio 922), Rodolfo fu chiamato in Italia, dove, a Pavia, nel mese di febbraio, fu incoronato re d'Italia.
Nel corso del 925, in Italia vi fu una ribellione contro Rodolfo, che si trovava in Borgogna, e per due volte gli fu impedito di rientrare nel regno d'Italia. Nel 926, Rodolfo fece un ultimo tentativo di rioccupare il regno, chiedendo aiuto al duca di Svevia, suo suocero, Burcardo II che, nell'aprile di quello stesso anno, venne ucciso in un'imboscata, presso Novara.
Dopo i rovesci subiti da Ugo di Provenza, nuovo re d'Italia in contrapposizione a Rodolfo, nel 933 (secondo il cronista Liutprando, l'accordo tra Ugo e Rodolfo fu stipulato, nel 931), si recarono in Borgogna per richiamare il re Rodolfo in Italia; ma, essendone venuto a conoscenza, Ugo d'Arles inviò i suoi messaggeri a offrire al re di Borgogna, Rodolfo II, tutti i territori che aveva governato in Provenza, a patto che Rodolfo non rimettesse più piede in Italia. Rodolfo accettò e così, in quell'anno (933), dall'unione della Borgogna Transgiurana e della Provenza (che includeva anche la Borgogna Cisgiurana) ebbe origine il regno di Arles o delle due Borgogne, di cui Berta fu regina consorte, sino alla morte di Rodolfo II, avvenuta, verso la fine del 937.
Dopo la morte di Rodolfo II, in quello stesso 937, il 12 dicembre, secondo Liutprando, Berta sposò, in seconde nozze, per ragioni politiche, il re d'Italia (unico), Ugo di Provenza, mentre Adelaide di Borgogna, la figlia di Rodolfo II e Berta, veniva fidanzata al figlio di Ugo, Lotario. Per Ugo di Provenza era il quarto matrimonio. Questo secondo matrimonio fu molto infelice, poiché Ugo era un marito infedele, con molte amanti e svariati figliastri e oltretutto, secondo Liutprando, la detestava. Berta fece ritorno in Borgogna, dove passò il resto della sua vita, rimanendo vedova di Ugo il 10 aprile 947.
Berta viene spesso considerata come la fondatrice dell'abbazia cluniacense di Payerne, grazie a donazioni poi proseguite dalla figlia Adelaide, tuttavia non ve ne è la certezza storica (l'atto di fondazione venne falsificato). La sua data di morte è incerta: alcune fonti la pongono fra il 953 e il 961, altre dopo il 2 gennaio 966. Comunque Berta era ancora in vita l'8 aprile 962, quando viene citata dal figlio Corrado III nel documento nº 1127 del Recueil des chartes de l'abbaye de Cluny, tomus II; la figlia Adelaide la fece seppellire nella chiesa riformata di Notre-Dame di Payerne.

## Discendenza
Berta a Rodolfo diede quattro(o cinque) figli:
- Giuditta, citata, come testimone, in un documento del 14 luglio 929, in cui sua zia Adelaide, vedova del duca di Borgogna, Riccardo il Giustiziere, dopo che si era ritirata nel monastero di Cluny, fece dono al monastero di Cluny stesso, di un monastero con le sue appendici[25];
- Corrado[26] detto il Pacifico (925-993), re di Arles o delle due Borgogne;
- Burcardo[27] (?- circa, 958), vescovo di Losanna e poi Arcivescovo di Lione[7];
- Adelaide[19] (circa 931-999), vedova del re d'Italia, Lotario d'Arles (925-950), sposato nel 947, sposò nel 951 il re di Germania, Ottone I (912-973), futuro imperatore del Sacro Romano impero[7];
- Rodolfo[27](?-dopo l'8 aprile 962, in cui è citato in un documento del fratello, Corrado[28]), ricevette il suo feudo dal re di Germania Ottone I, col documento nº 201 del 14 aprile 859[29];

Ad Ugo, invece, non diede figli.

## Ascendenza
|                       |   |                      | Genitori          |  |  | Nonni |  |  | Bisnonni                |  |  | Trisnonni |  |
|                       |   |                      |                   |  |  |       |  |  | Adalberto II l'Illustre |  |  | …         |  |
|                       |   |                      |                   |  |  |       |  |  | Adalberto II l'Illustre |  |  | …         |  |
|                       |   | …                    |                   |  |  |       |  |  | Adalberto II l'Illustre |  |  |           |  |
| Burcardo I di Svevia  |   |                      |                   |  |  |       |  |  | Adalberto II l'Illustre |  |  |           |  |
|                       |   | Giuditta del Friuli  | …                 |  |  |       |  |  |                         |  |  |           |  |
|                       |   | Giuditta del Friuli  | …                 |  |  |       |  |  |                         |  |  |           |  |
|                       |   | Giuditta del Friuli  | …                 |  |  |       |  |  |                         |  |  |           |  |
| Burcardo II di Svevia |   | Giuditta del Friuli  |                   |  |  |       |  |  |                         |  |  |           |  |
|                       |   | Liudolfo di Sassonia | Bruno di Sassonia |  |  |       |  |  |                         |  |  |           |  |
|                       |   | Liudolfo di Sassonia | Bruno di Sassonia |  |  |       |  |  |                         |  |  |           |  |
|                       |   | Liudolfo di Sassonia | Gisla di Verla    |  |  |       |  |  |                         |  |  |           |  |
| Liutgarda di Sassonia |   | Liudolfo di Sassonia |                   |  |  |       |  |  |                         |  |  |           |  |
|                       |   | Oda Billung          | …                 |  |  |       |  |  |                         |  |  |           |  |
|                       |   | Oda Billung          | …                 |  |  |       |  |  |                         |  |  |           |  |
|                       |   | Oda Billung          | …                 |  |  |       |  |  |                         |  |  |           |  |
| Berta di Svevia       |   | Oda Billung          |                   |  |  |       |  |  |                         |  |  |           |  |
|                       | … | …                    |                   |  |  |       |  |  |                         |  |  |           |  |
|                       | … | …                    |                   |  |  |       |  |  |                         |  |  |           |  |
|                       | … | …                    |                   |  |  |       |  |  |                         |  |  |           |  |
| Eberardo I di Zurigo  | … |                      |                   |  |  |       |  |  |                         |  |  |           |  |
|                       |   | …                    | …                 |  |  |       |  |  |                         |  |  |           |  |
|                       |   | …                    | …                 |  |  |       |  |  |                         |  |  |           |  |
|                       |   | …                    | …                 |  |  |       |  |  |                         |  |  |           |  |
| Regelinda             |   | …                    |                   |  |  |       |  |  |                         |  |  |           |  |
|                       |   | …                    | …                 |  |  |       |  |  |                         |  |  |           |  |
|                       |   | …                    | …                 |  |  |       |  |  |                         |  |  |           |  |
|                       |   | …                    | …                 |  |  |       |  |  |                         |  |  |           |  |
| Gisela                |   | …                    |                   |  |  |       |  |  |                         |  |  |           |  |
|                       |   | …                    | …                 |  |  |       |  |  |                         |  |  |           |  |
|                       |   | …                    | …                 |  |  |       |  |  |                         |  |  |           |  |
|                       |   | …                    | …                 |  |  |       |  |  |                         |  |  |           |  |
|                       |   | …                    |                   |  |  |       |  |  |                         |  |  |           |  |

### Fonti primarie
- (LA)  Monumenta Germanica Historica, Scriptores, tomus I.
- (LA)  Rerum Gallicarum et Francicarum Scrptores tomus IX.
- (LA)  Recueil des Chartes de l'Abbaye de Cluny, tome I.
- (LA)  Recueil des Chartes de l'Abbaye de Cluny, tome II.
- (LA)  Monumenta Germaniae Historica, Scriptores, tomus III.
- (LA)  Monumenta Germaniae Historica, Diplomatum Regum et Imperatorum Germaniae, tomus I.
- (LA)  Monumenta Germaniae Historica, Scriptores, tomus II.
- (LA)  Monumenta Germaniae Historica, Scriptores, tomus V.

### Letteratura storiografica
- C. W. Previté-Orton, "L'Italia nel X secolo", cap. XXI, vol. II (L'espansione islamica e la nascita dell'Europa feudale) della Storia del Mondo Medievale, 1999, pp. 662–701.
- Louis Halphen, "Il regno di Borgogna", cap. XXV, vol. II (L'espansione islamica e la nascita dell'Europa feudale) della Storia del Mondo Medievale, 1999, pp. 807–821.
- Austin Lane Poole, "Germania: Enrico I e Ottone il Grande", cap. IV, vol. IV (La riforma della chiesa e la lotta fra papi e imperatori) della Storia del Mondo Medievale, 1999, pp. 84–111.